# En Fare for Samfundet
En fare for samfundet è un film del 1918 diretto da Robert Dinesen.
Una traduzione letterale del titolo è Un pericolo per la società.

## Trama
Il dottor William Sheldon, chirurgo, è affranto per la recentissima perdita della moglie, dopo appena sei mesi di matrimonio. La camera ardente è ancora allestita presso la propria abitazione, quando egli è chiamato da John Payne per un'operazione d’urgenza su sua figlia Alice, alla quale salva la vita. Ma durante la sua assenza si sviluppa un incendio nella camera ardente, e al suo ritorno a casa, il medico, fuori di sé, si getta fra le fiamme, dalle quali viene tratto in salvo da un pompiere.
Sheldon, a motivo della dolorosa esperienza, subisce un serio tracollo nervoso accompagnato da amnesia, per cui viene sottoposto ad un trattamento prolungato presso la clinica per malattie nervose del dottor Jung, al termine del quale si stabilisce per qualche giorno presso una casa di cura, dove si trova anche Alice, in attesa del proprio definitivo ristabilimento, in compagnia del padre.
Fra Alice e il dottor Sheldon, che pure non ricorda chi ella sia, sorge un affetto sincero. Ma un giorno Sheldon, alla vista del caminetto acceso della propria camera, esce compulsivamente dalla casa di cura, e dà fuoco ad un’autorimessa nelle vicinanze. Allontanatosi, viene recuperato da Alice e da suo padre, che notano segni di bruciatura sul suo cappotto, ma decidono di tenere per sé eventuali sospetti.
Segue, per il dottor Sheldon, un altro periodo di trattamento nella clinica di Jung. Qui, Sheldon, una notte, dopo aver sopraffatto l’infermiere di guardia, dà fuoco alla propria camera ed esce, appiccando il fuoco, nella sua fuga, a diversi altri edifici. Ruba una motocicletta e si reca al cimitero, accasciandosi sulla tomba della moglie: qui pare sovvenirsi dell’incendio della camera ardente.
Inseguito dalla polizia, alla quale riesce a sfuggire, trova rifugio presso la casa di Alice, dove inizia a prendere coscienza del fatto di essere stato lui il responsabile dei vari incendi. Mentre Alice e Sheldon decidono il loro futuro matrimonio il dottor Jung, convocato da John, constata che Sheldon, grazie all’amore, più efficace di tanti trattamenti medici, è ora sulla via della definitiva guarigione.